# Tito Manlio
Tito Manlio (RV 738) é uma ópera do compositor veneziano Antonio Vivaldi (1678-1741). O libreto é de Matteo Noris (1640?-1714) e havia sido composto em 1696 para uma ópera de Carlo Pollarola, composta em homenagem ao Príncipe Ferdinando de Medici (1663-1713) e foi encenada diversas vezes em Veneza antes que Vivaldi adotasse o texto para sua própria ópera. A versão de Vivaldi foi composta para a celebração do casamento do governador de Mântua, Filipe de Hesse-Darmstadt com Eleonora de Guastalla, viúva do Grão-Duque da Toscana. Como o casamento não se realizou, a ópera estreou em Mântua em 20 de fevereiro de 1719, durante o carnaval. Dada a urgência com que a obra foi composta, uma questão de dias, Vivaldi utilizou cerca de sete árias de composições anteriores. Uma gravação recente foi realizada pela Opus 111 - Naïve como parte da série The Vivaldi Edition.

## Sinopse
O enredo se passa na antiga República Romana e se desenvolve em torno de conflitos entre sentimento e dever cívico. A fonte é o Livro VIII da História de Roma, de Tito Lívio. Mas a trama foi bastante alterada por Noris. Tito Mânlio está envolvido na guerra contra as cidades latinas que se rebelaram contra Roma. Por isso faz um juramento solene de ódio aos inimigos e exige que seus filhos, Mânlio e Vitélia, além de seus seguidores, façam o mesmo. Vitélia está secretamente apaixonada por um líder latino, Gemínio e, por isso, se recusa a fazer o juramento. Tito a expulsa de Roma e dá ordens severas a seu filho, Mânlio, para que faça uma missão de reconhecimento junto aos latinos mas não os ataque. Desobedecendo as ordens do pai, Mânlio mata o líder latino Gemínio, apesar de estar apaixonado por sua irmã, Servília. Pela desobediência, Tito condena o próprio filho à morte. Lúcio, um latino aliado de Tito e dos romanos, tentar ajudar Mânlio a escapar da prisão, mas este se recusa a fugir. Antes de ser executado, Mânlio consegue o perdão do pai pela desobediência graças à intervenção de Décio, líder dos centuriões. Também é perdoado por sua amada Servília pela morte de seu irmão, o latino Gemínio. Esse final feliz modifica a história real , descrita por Tito Lívio, segundo a qual Mânlio é, de fato, executado.